# Hamdi Salihi
Hamdi Salihi, född 19 januari 1984 i Shkodra, Albanien, är en albansk tränare och tidigare fotbollsspelare som är assisterande tränare i Albaniens landslag. Han spelade under sin spelarkarriär för Albaniens landslag.